# The Disappointments Room
The Disappointments Room is een Amerikaanse horrorfilm uit 2016, geregisseerd door D.J. Caruso.

## Verhaal
Dana en David verhuizen samen met hun zoon Lucas van Brooklyn naar een oud huis op het platteland in North Carolina. Dana ontdekt kort daarna op zolder een gesloten deur die leidt naar een geheimzinnige kamer die niet op de bouwtekening van het huis staat. Dana vindt de sleutel boven op het randje van het deurkozijn en besluit binnen te gaan. Dan slaat de deur achter haar dicht, waarna Dana urenlang om hulp roept. Nadat de deur weer open gaat, rent Dana verward naar buiten. Dan wordt ze boos op David omdat hij haar niet geholpen heeft, maar David heeft haar niet gehoord en weet niet waar ze het over heeft. Dan beseft ze dat ze hoogstens 10 minuten in de kamer heeft gezeten

## Rolverdeling
| Acteur              | Personage       |
| ------------------- | --------------- |
| Kate Beckinsale     | Dana Barrow     |
| Mel Raido           | David Barrow    |
| Duncan Joiner       | Lucas Barrow    |
| Lucas Till          | Ben Philips Jr. |
| Michaela Conlin     | Jules           |
| Michael Landes      | Teddy           |
| Marcia DeRousse     | Judith          |
| Celia Weston        | Marti Morrinson |
| Ella Jones          | Laura Blacker   |
| Gerald McRaney      | Judge Blacker   |
| Jennifer Leigh Mann | Mevr. Blacker   |
| Joely Fisher        | Dr. Asher       |